# Aphelandra leonardii
Aphelandra leonardii är en akantusväxtart som beskrevs av L.A. Mcdade. Aphelandra leonardii ingår i släktet Aphelandra och familjen akantusväxter. Inga underarter finns listade i Catalogue of Life.